# Оклендский военно-исторический музей
Оклендский военно-исторический музей, или просто Оклендский музей (англ. Auckland War Memorial Museum), — один их самых важных музеев и военных мемориалов Новой Зеландии. Находится в центральном районе города. Коллекция музея отражает историю (в том числе и военную) Новой Зеландии, особенно Оклендского региона. Здание музея является одним из символических сооружений построенных в неоклассическом стиле и расположено на поросшем травой холме, являющимся вершиной потухшего древнего вулкана. С 2017 года директором музея является Дэвид Гаймстер.

## История
Первоначально, с 1852 года, Оклендский музей находился в здании нынешнего Оклендского университета, а именно в доме сельскохозяйственного рабочего. В первый год существования музей посетили 708 посетителей. Однако интерес к музею в последующие годы снизился, и 1869 году здание было передано Университету, основанному двумя годами ранее[уточнить]. Для музея было построено здание в итальянском стиле на Принсес-стрит, недалеко от Дома правительства и через дорогу от Северного клуба. Оно было открыто 5 июня 1876 года губернатором Новой Зеландии маркизом Норманби.
В новом здании присутствовала большая галерея, освещаемая через просветы в большом металлическом навесе. Комната оказалась сложной для использования, так как её невозможно было согреть зимой, а летом она перегревалась. Холстовые навесы, использованные для защиты от сурового летнего солнца, создавали полумрак, затрудняющий просмотр экспонатов. После этого несколько выставочных залов было пристроено к изначальному зданию.
В 1920 году было выделено место для строительство отдельного здания Музея. Строительство было завершено в 1929 году.
В конце 1950-х годов в память о Второй мировой войны в южной части здания была построена новая секция с большим внутренним двором и только в 2006 году у южного входа построили внутренний двор, а ещё через год его накрыли сверху высоким медным куполом, оборудованным смотровой площадкой.

## Коллекция
Центральной коллекцией музея является постоянная выставка, посвященная всем войнам Новой Зеландии и её участию в заграничных войнах. Военный Мемориал музея включает и модели земляных укреплений маори, и оригинальные самолёты Spitfire и Mitsubishi Zero эпохи Второй мировой. В музее имеются два «Зала Памяти», где на стенах перечисляются имена всех известных новозеландских солдат Окленда, павших в главных военных конфликтах XX века.
В музее также выставлена коллекция из 1,2 млн фотографий и 1,5 млн экспонатов из области естественной истории: ботаники, энтомологии, морской биологии, а также новозеландской флоры и фауны. В музее хранится самый полный найденный скелет тираннозавра (более чем на 90 %) .
В музее также проходят временные выставки. Среди них можно выделить выставки работ Леонардо Да Винчи и выставку, посвященную викингам (2006). Первой выставкой сразу после повторного открытия Музея в начале декабря 2006 года была Vaka Moana о первых полинезийских мореплавателях, которые достигли берегов Новой Зеландии.

## Галерея

Здание музея (экстериор)
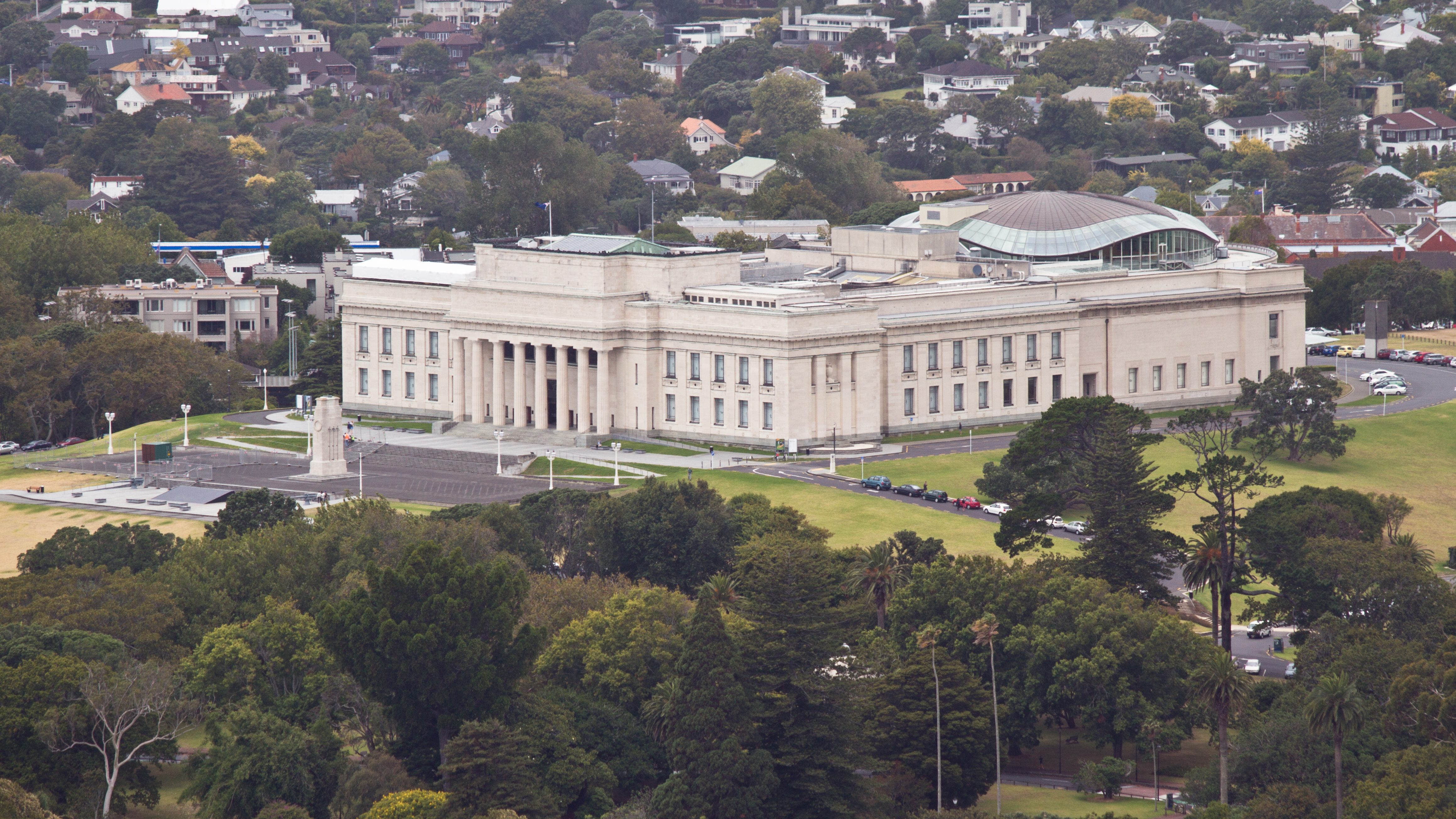
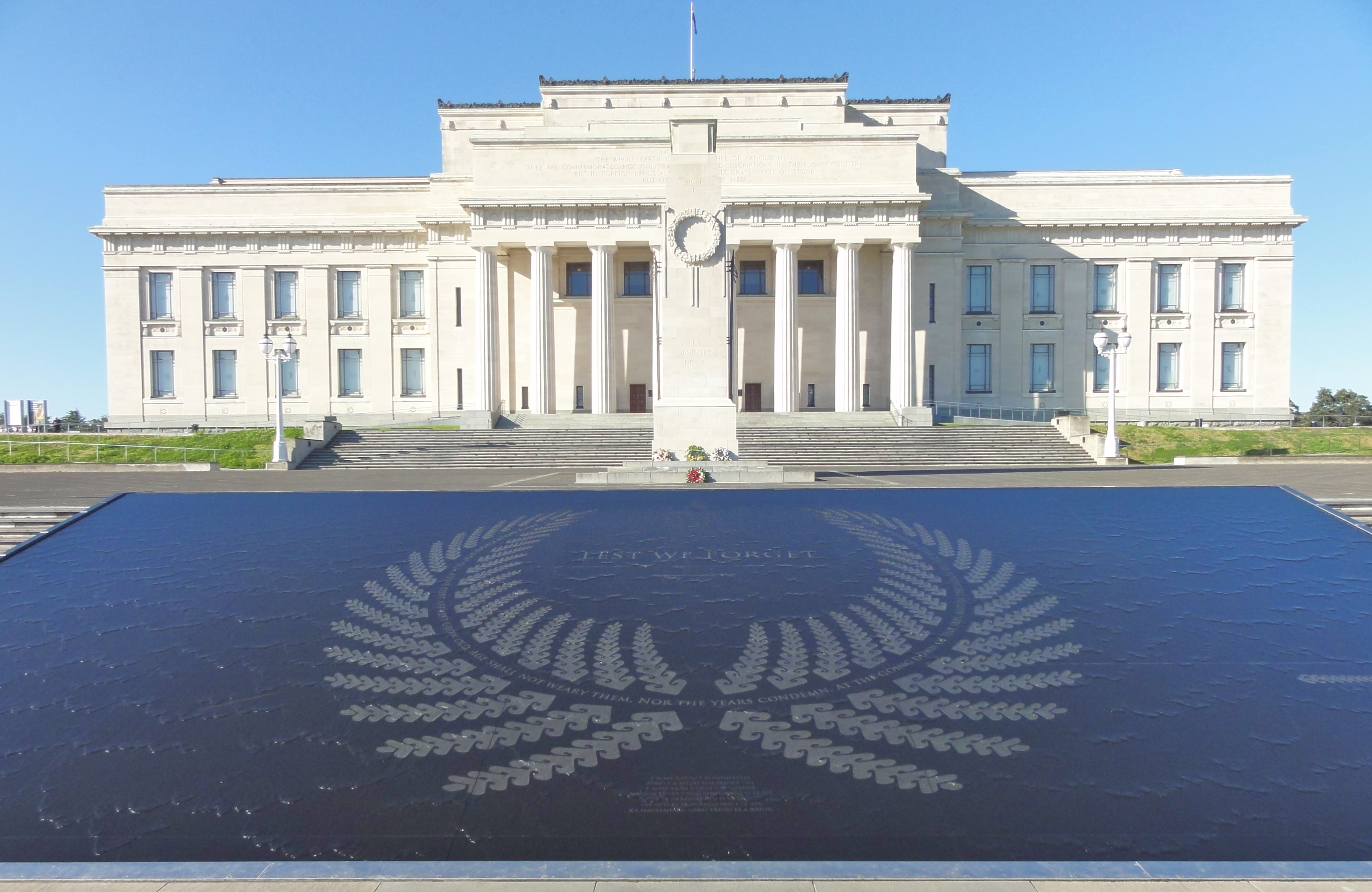
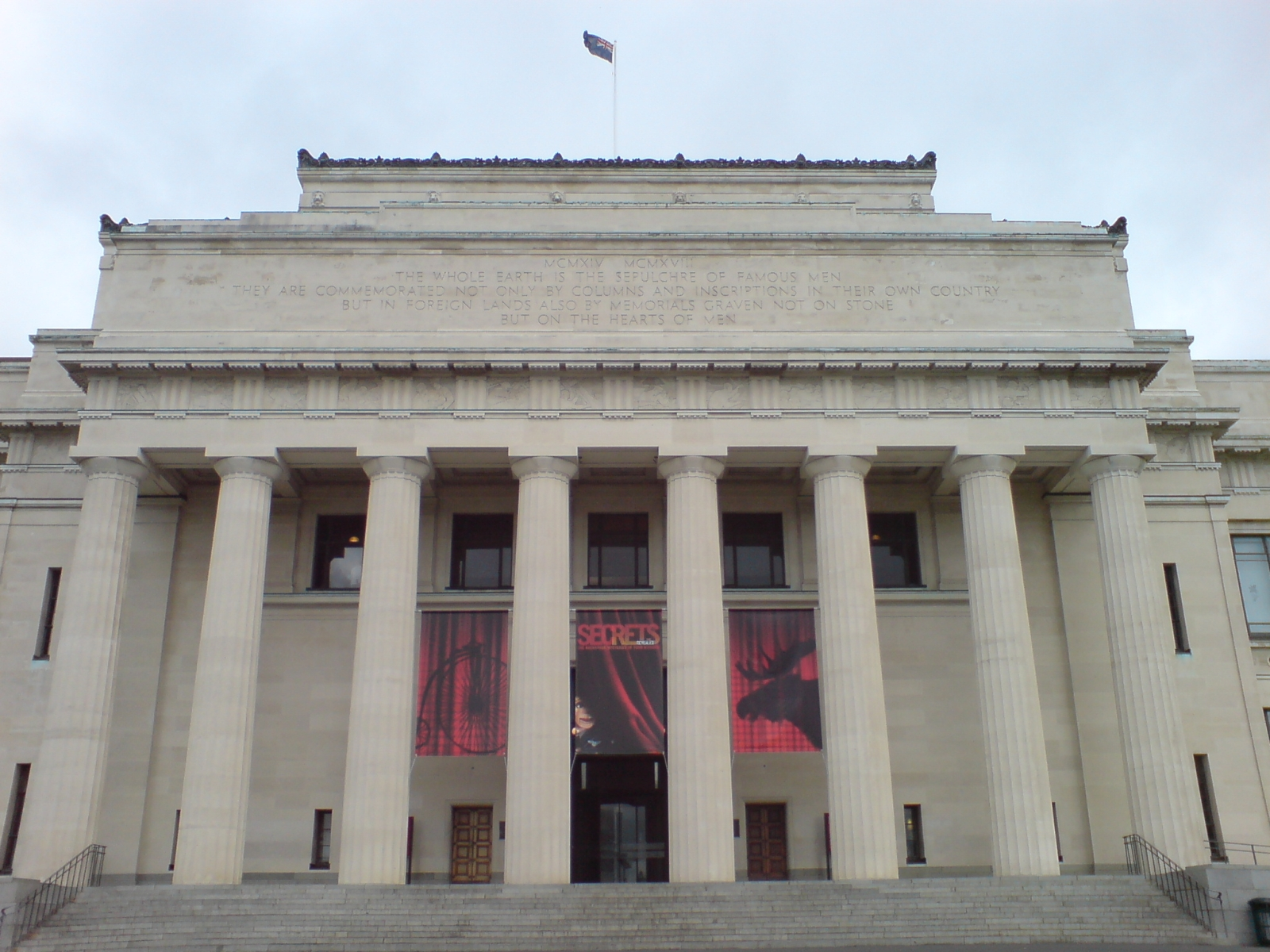
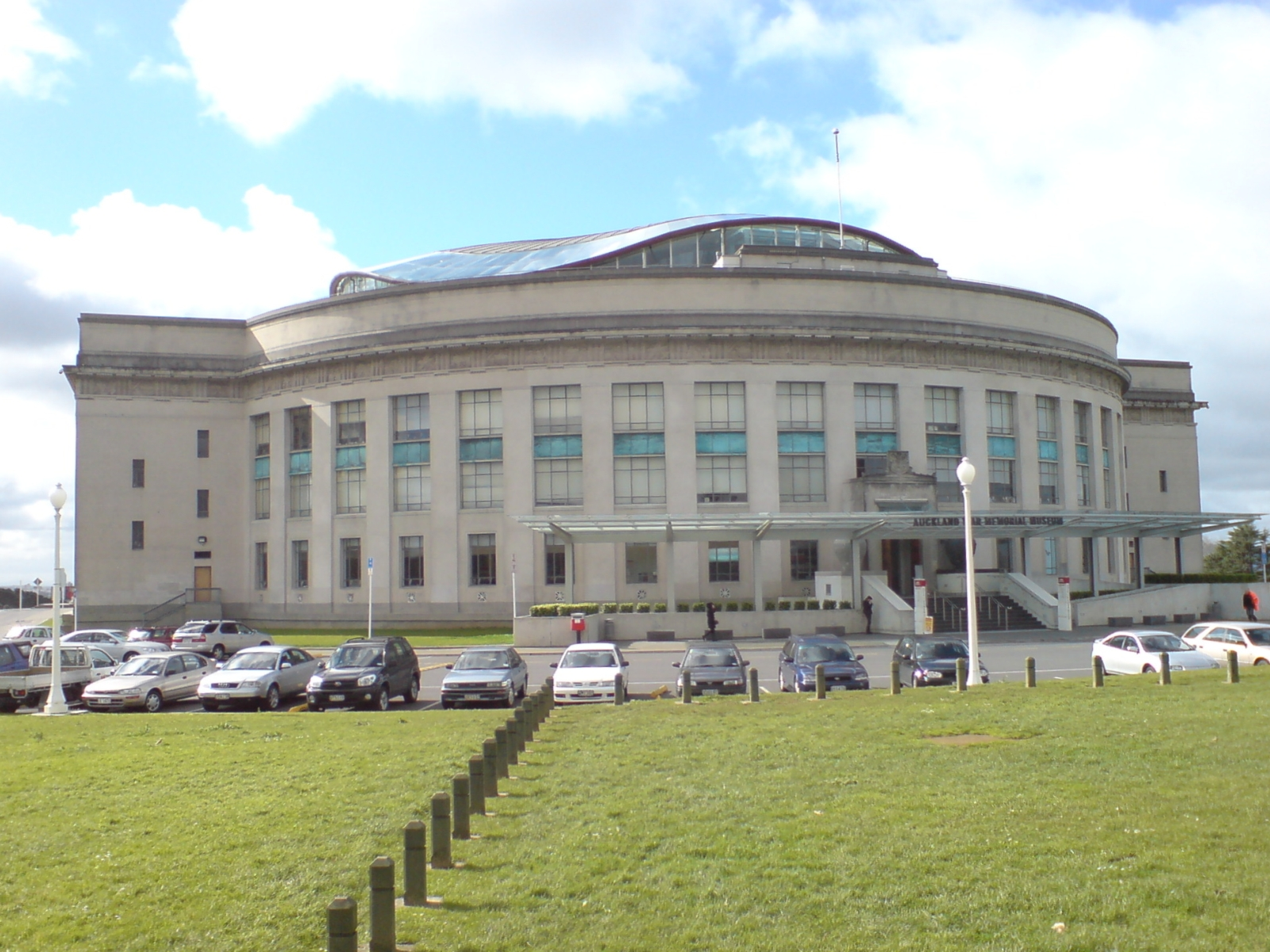
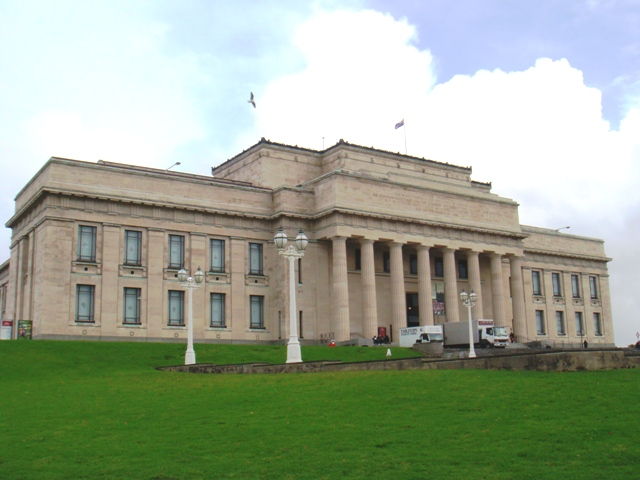
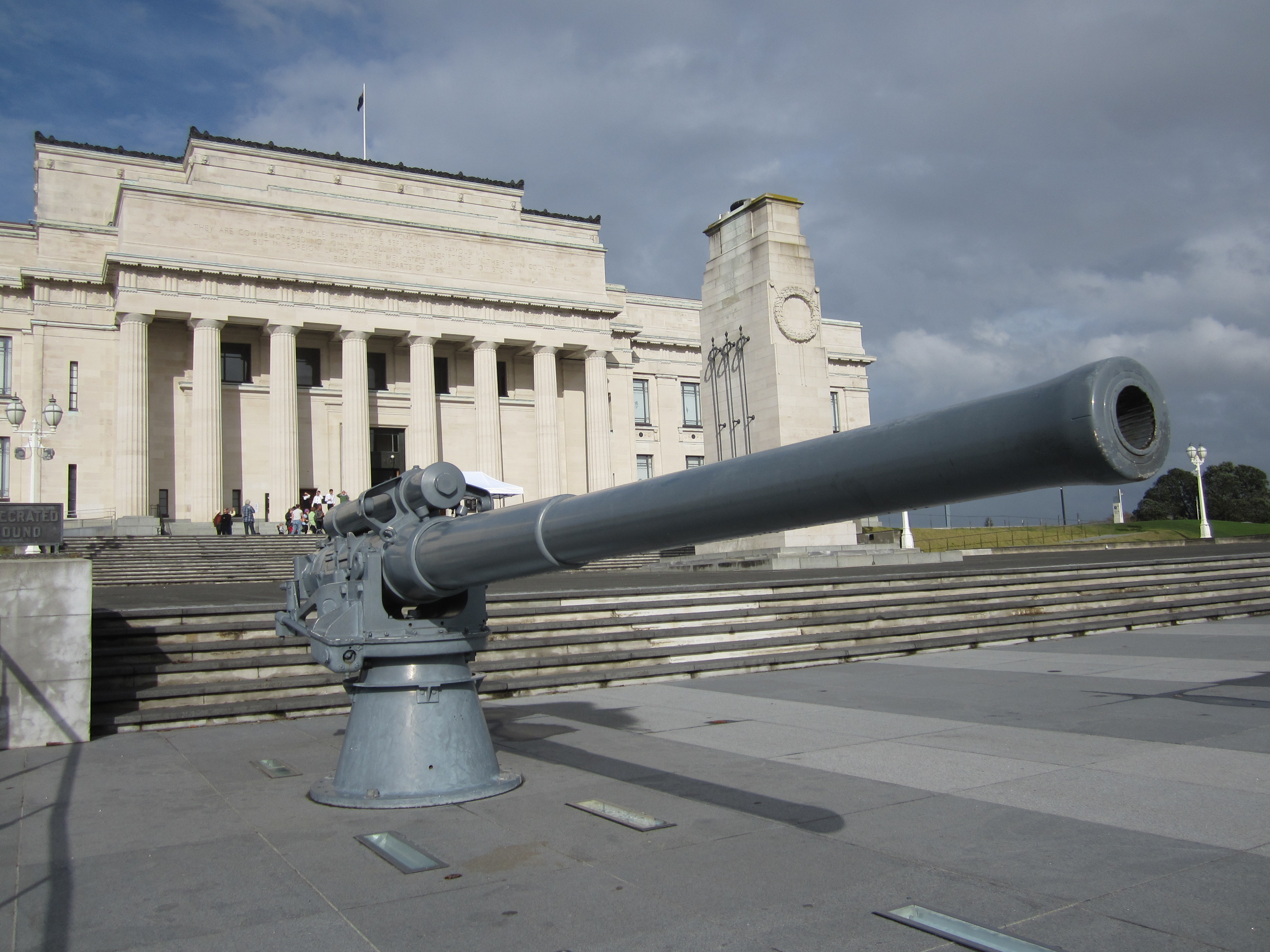
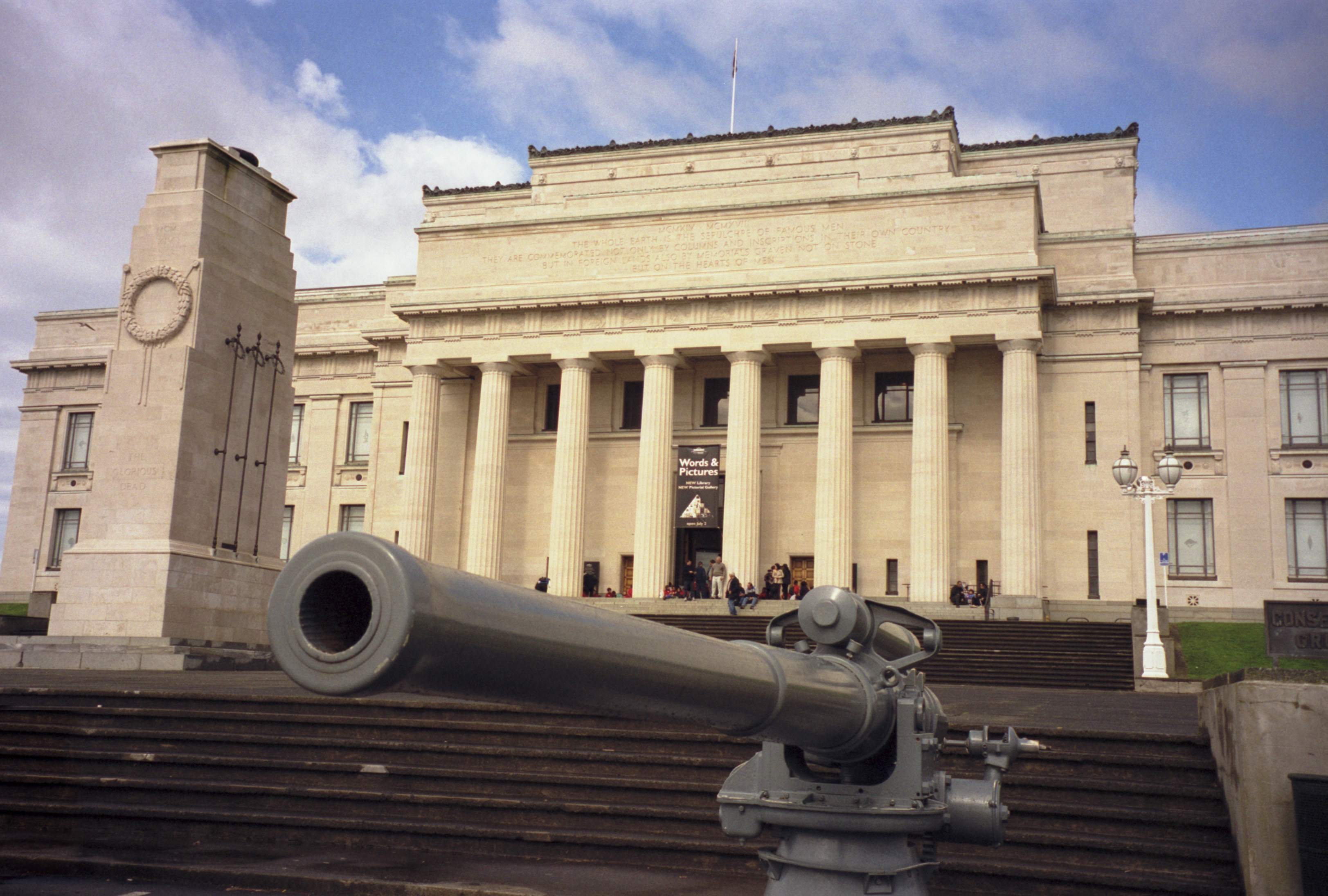
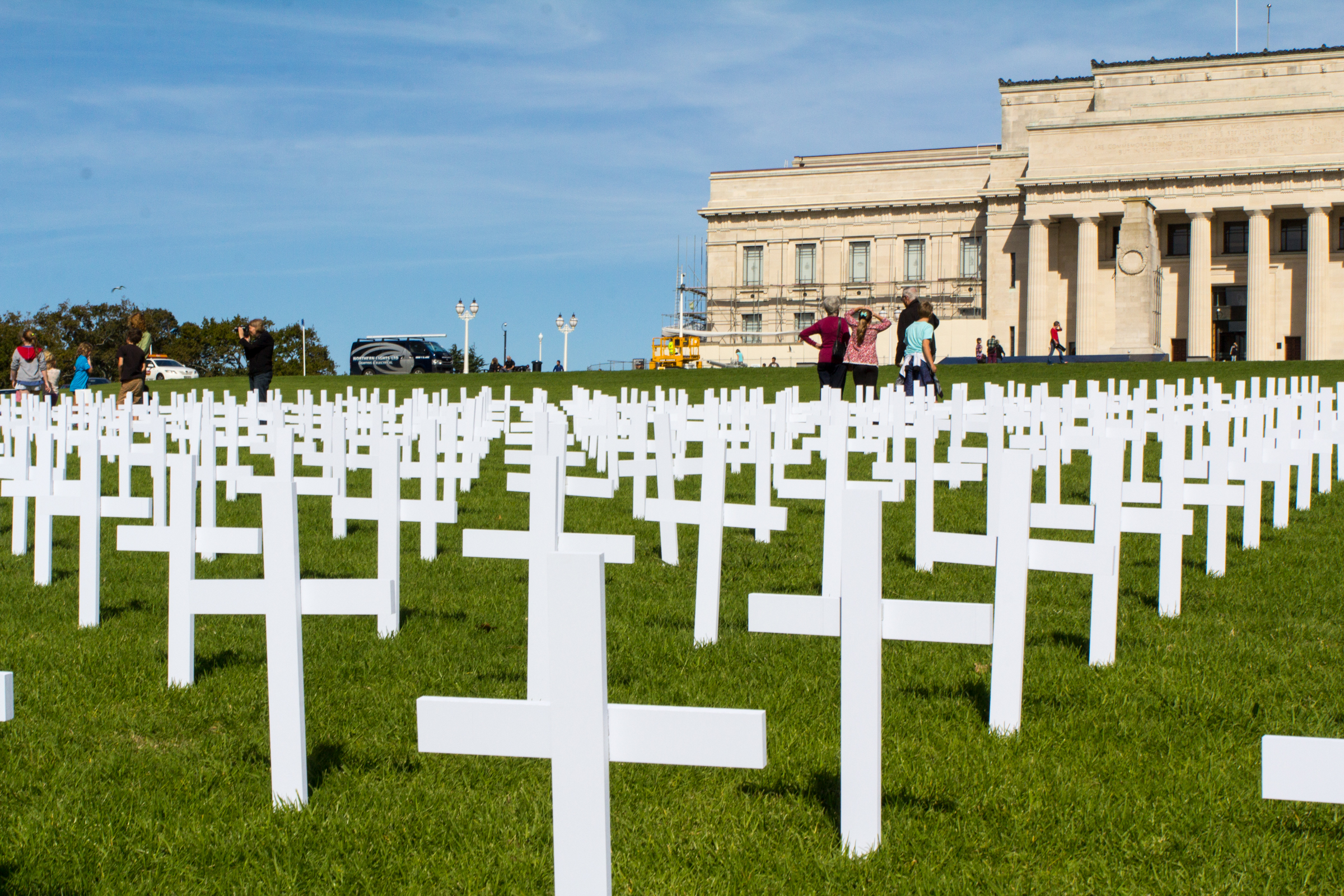

Здание музея (интерьер)
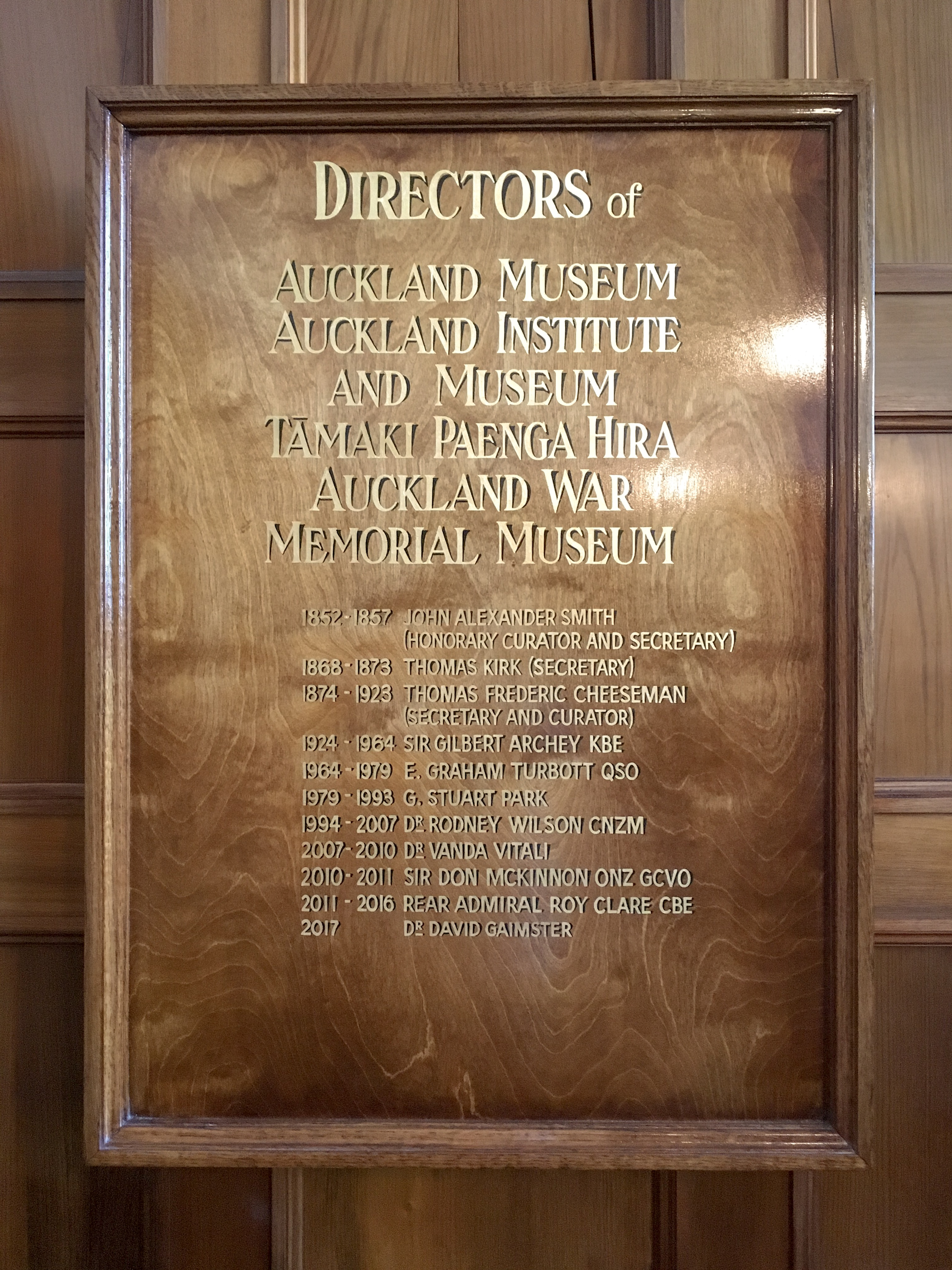
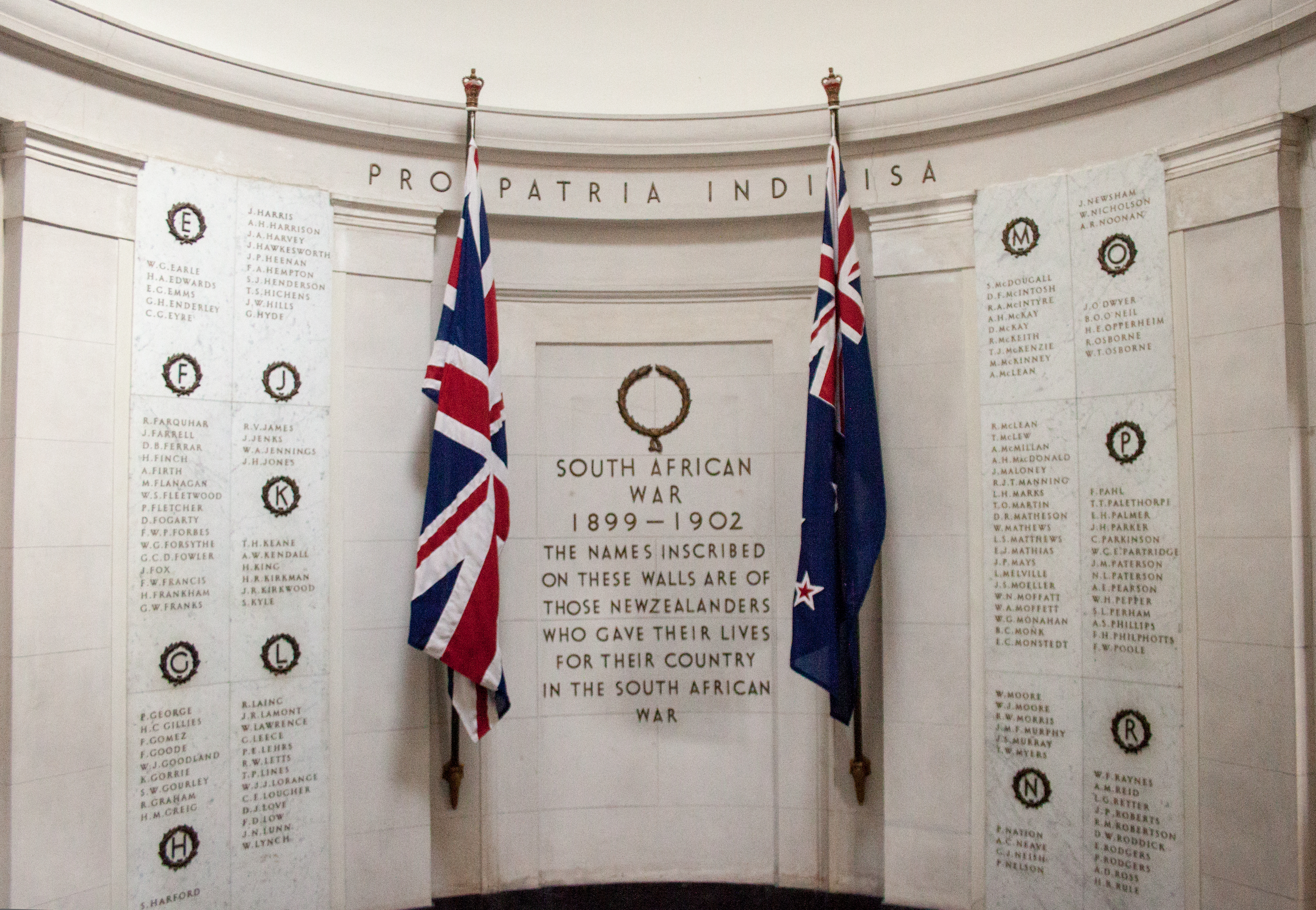
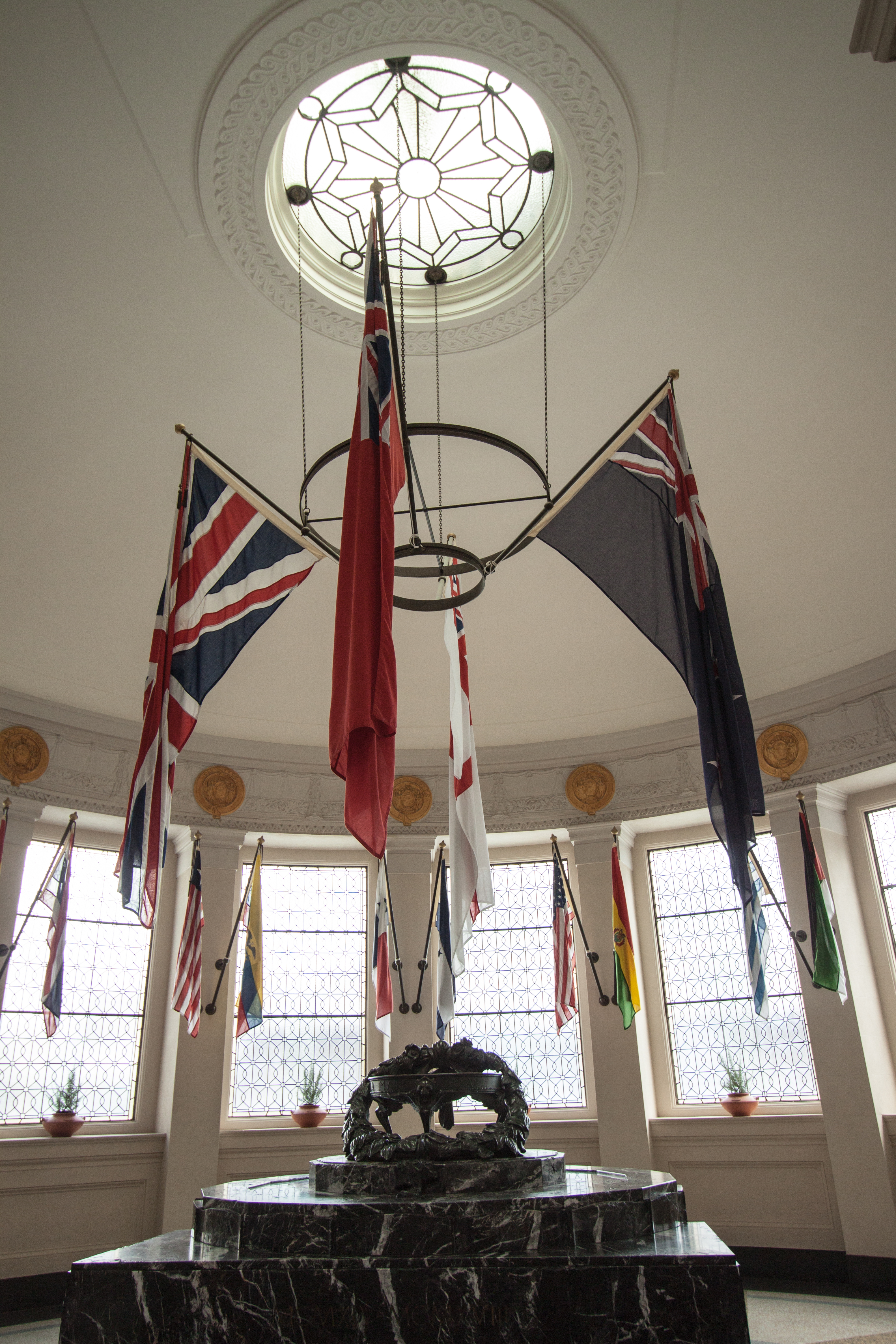
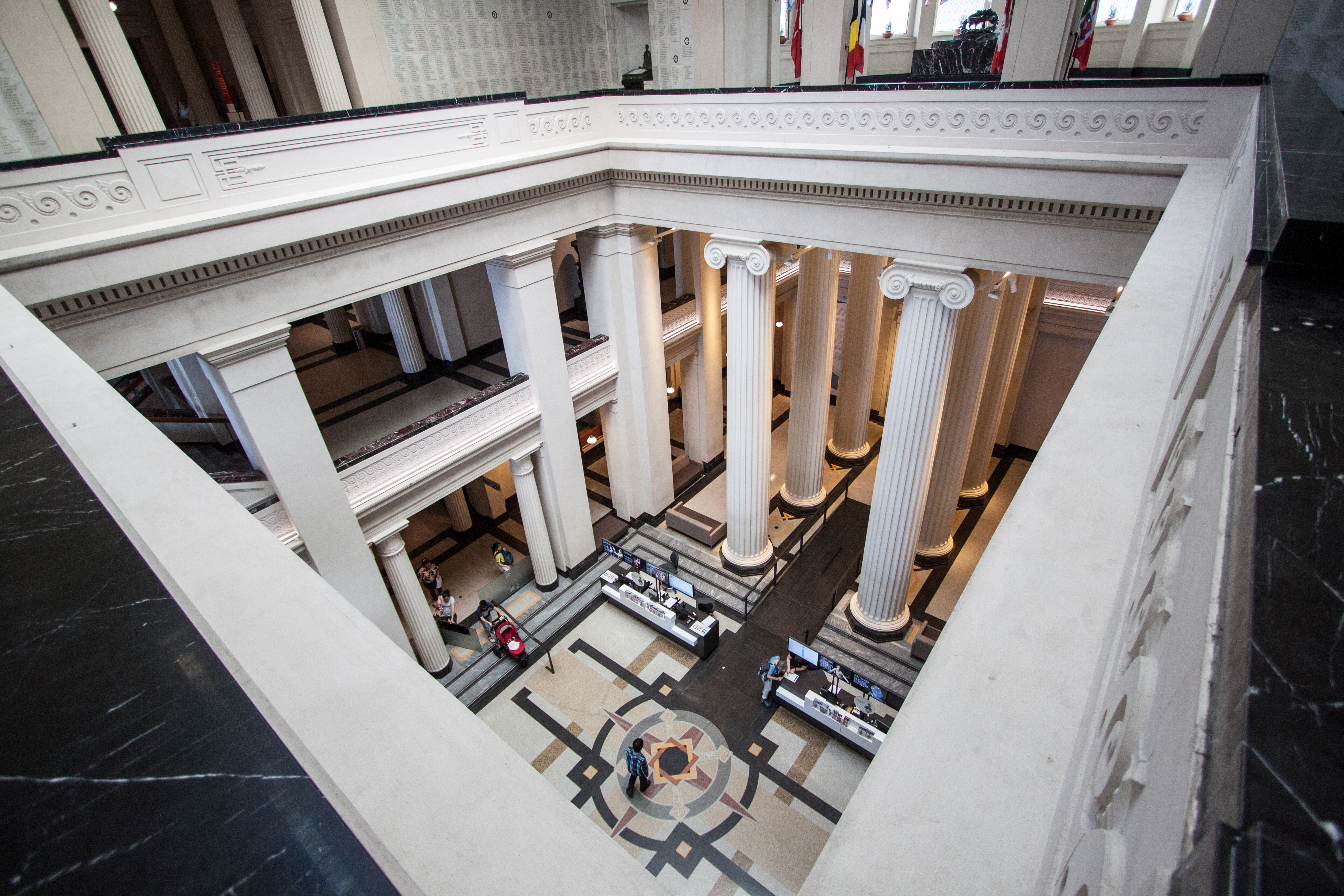
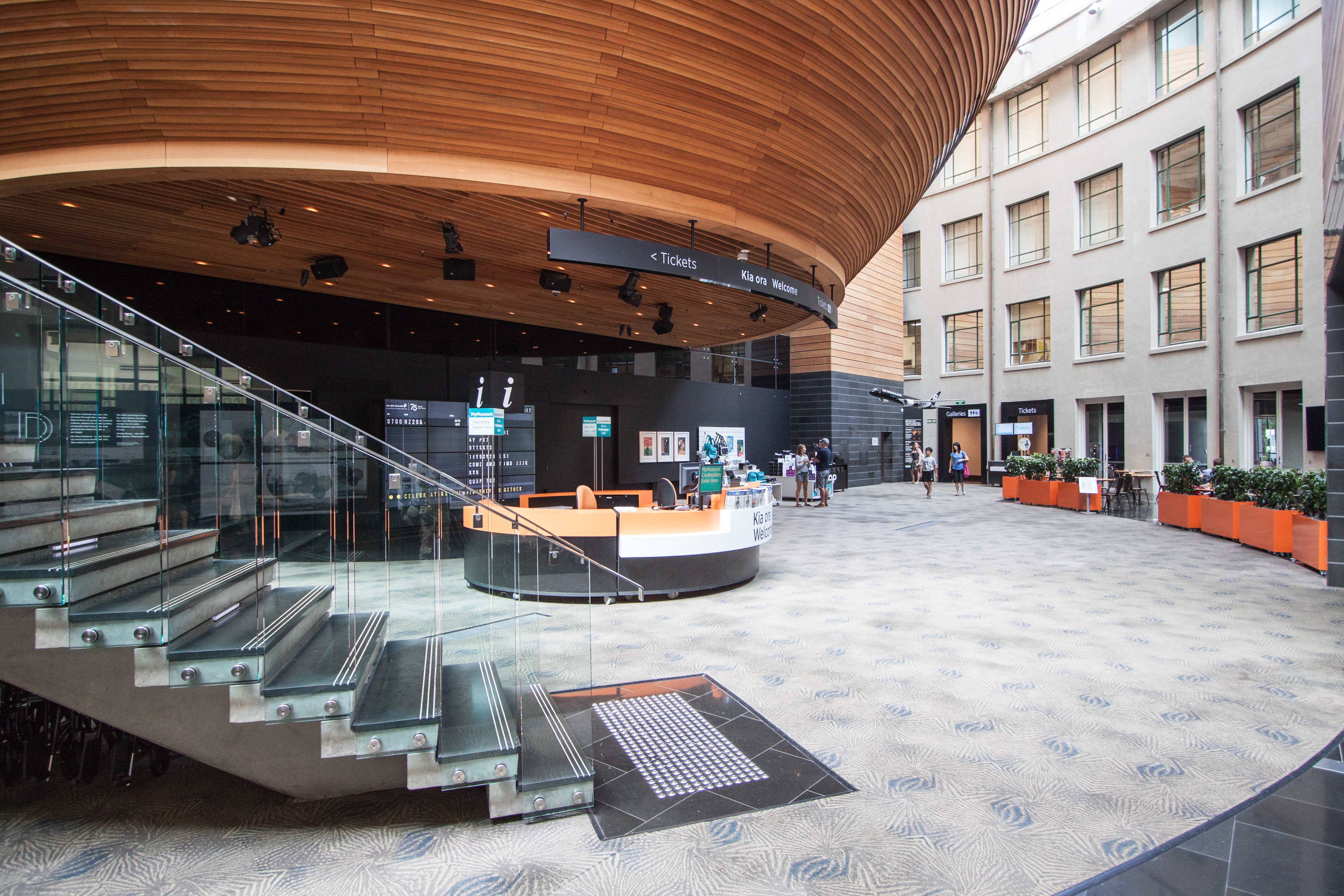
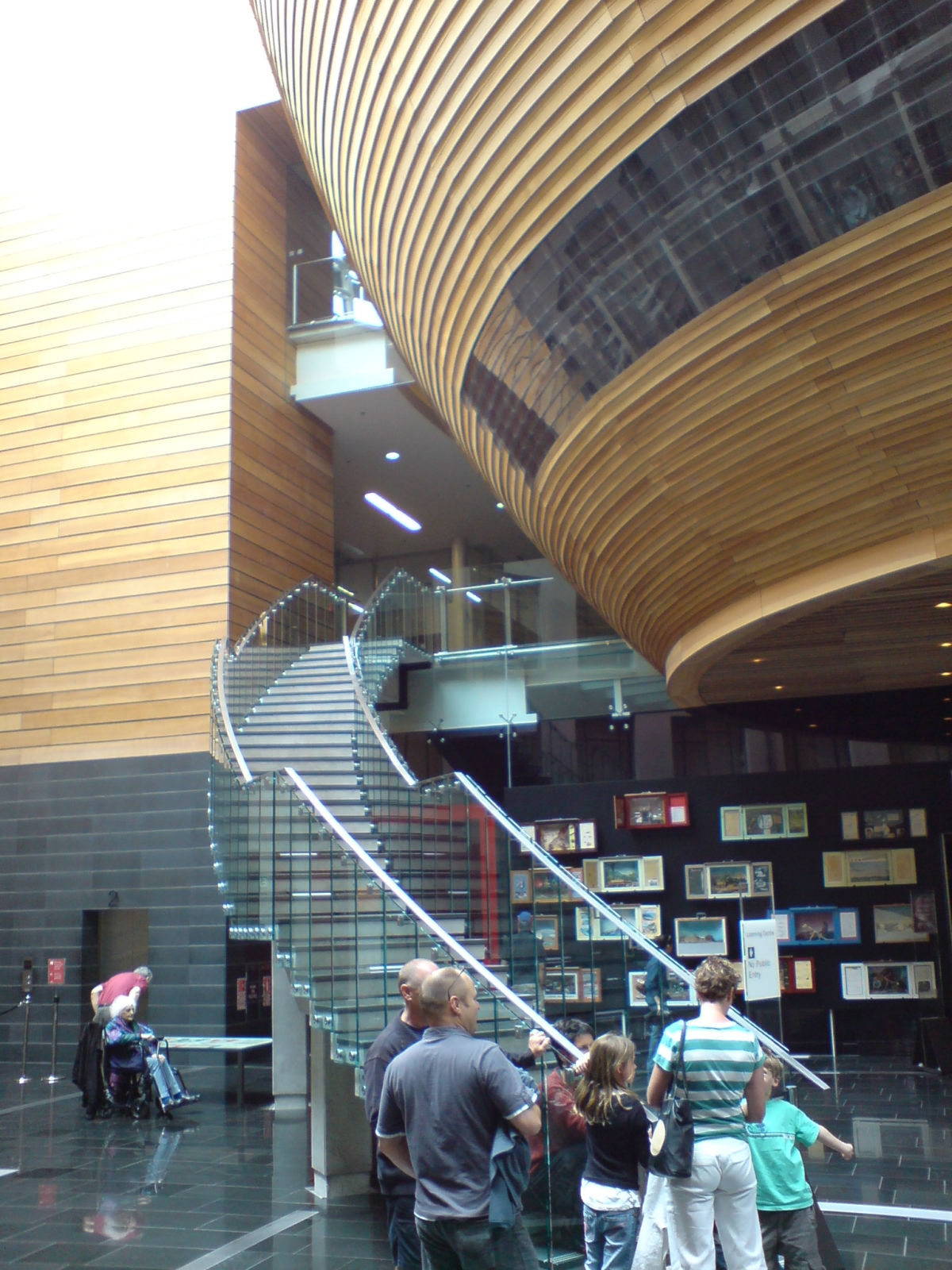
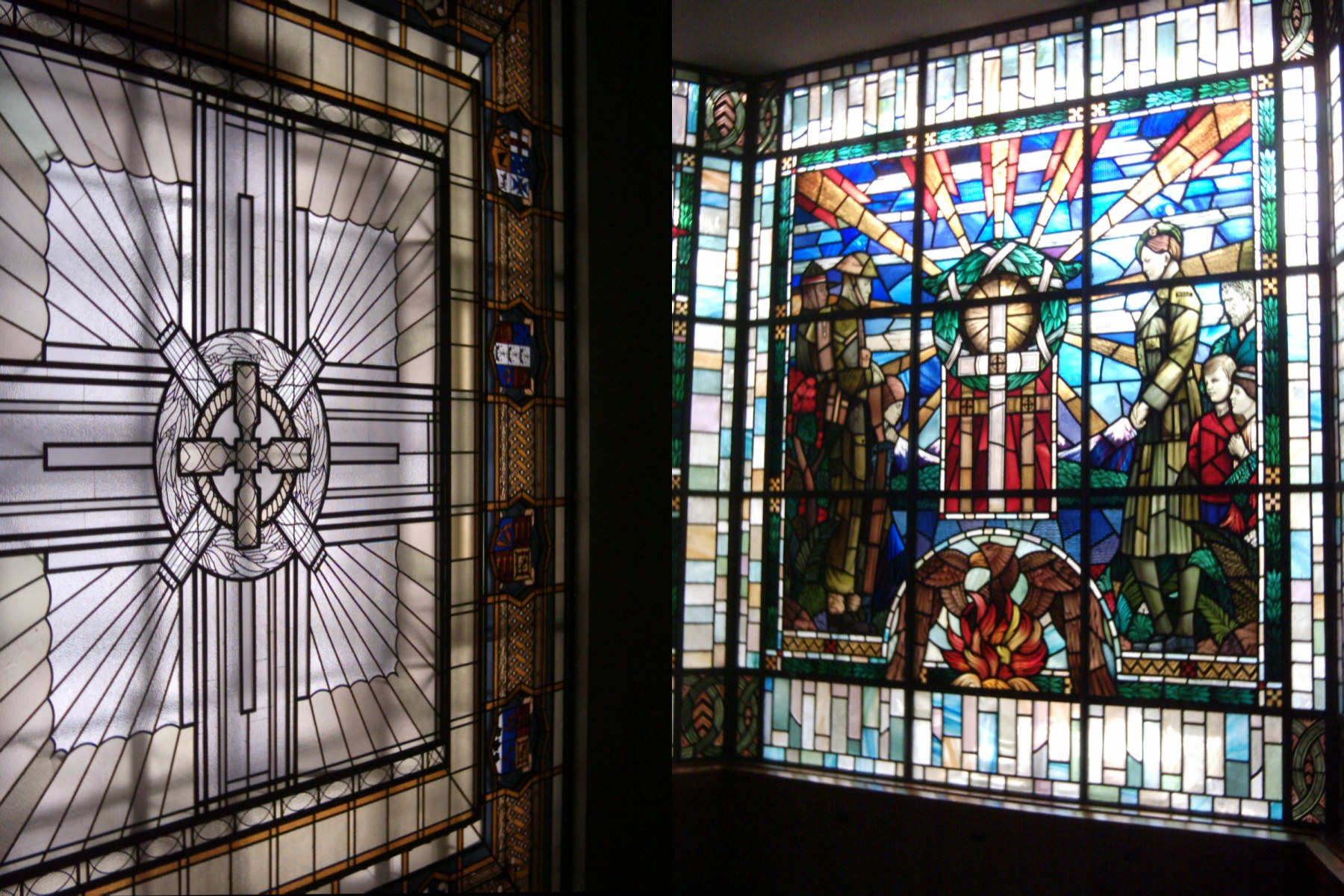
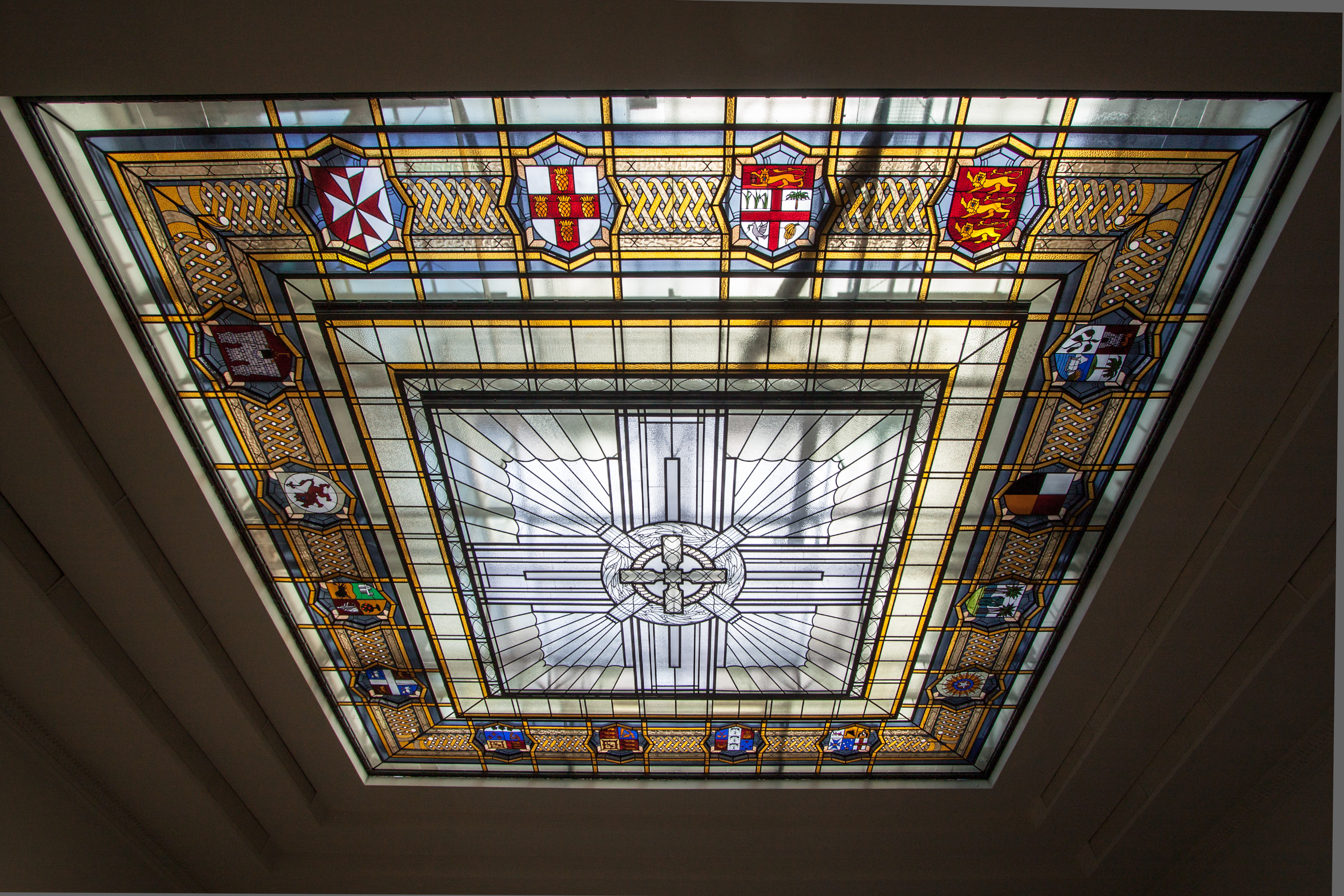
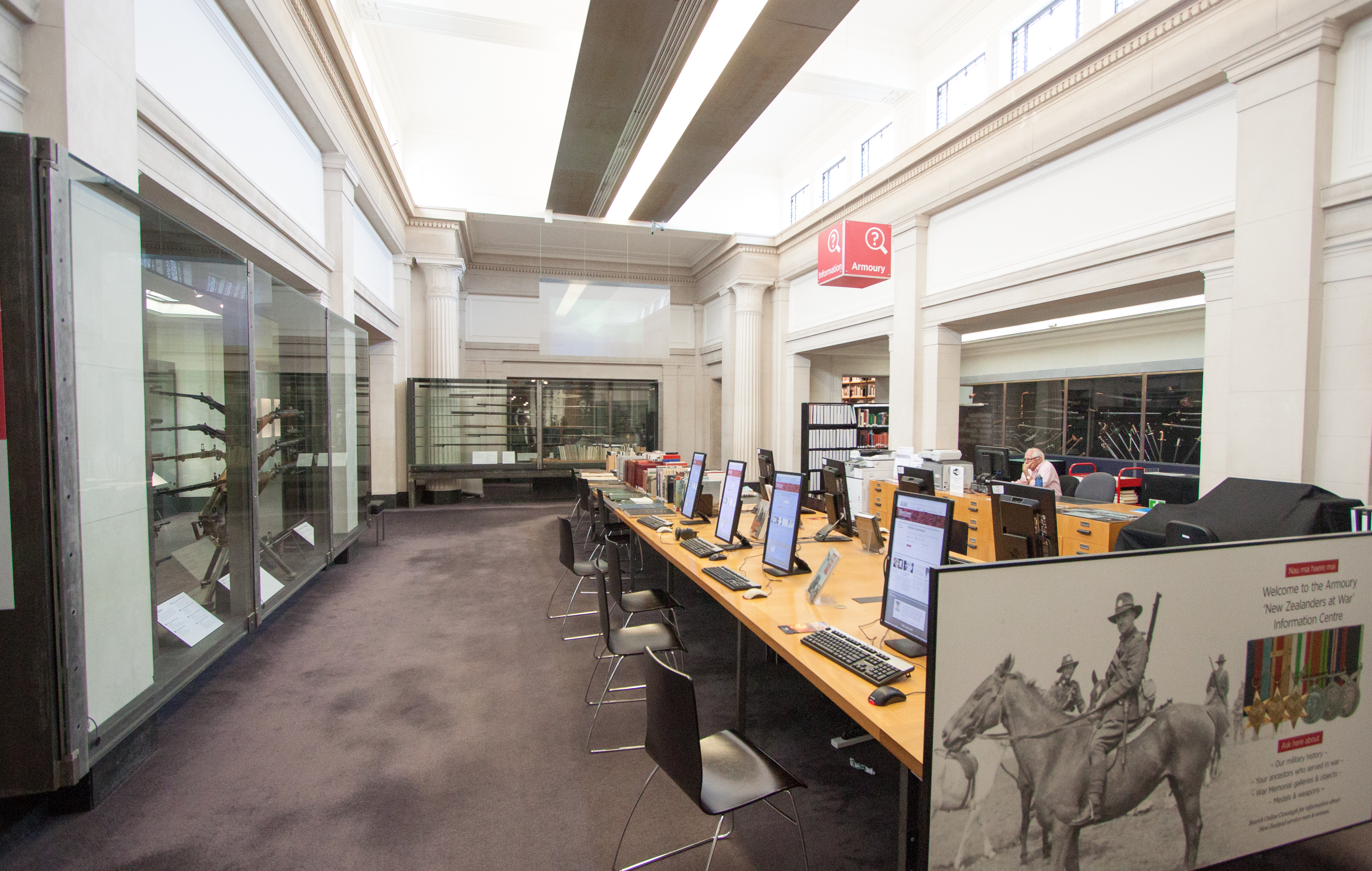

Экспонаты и выставки музея
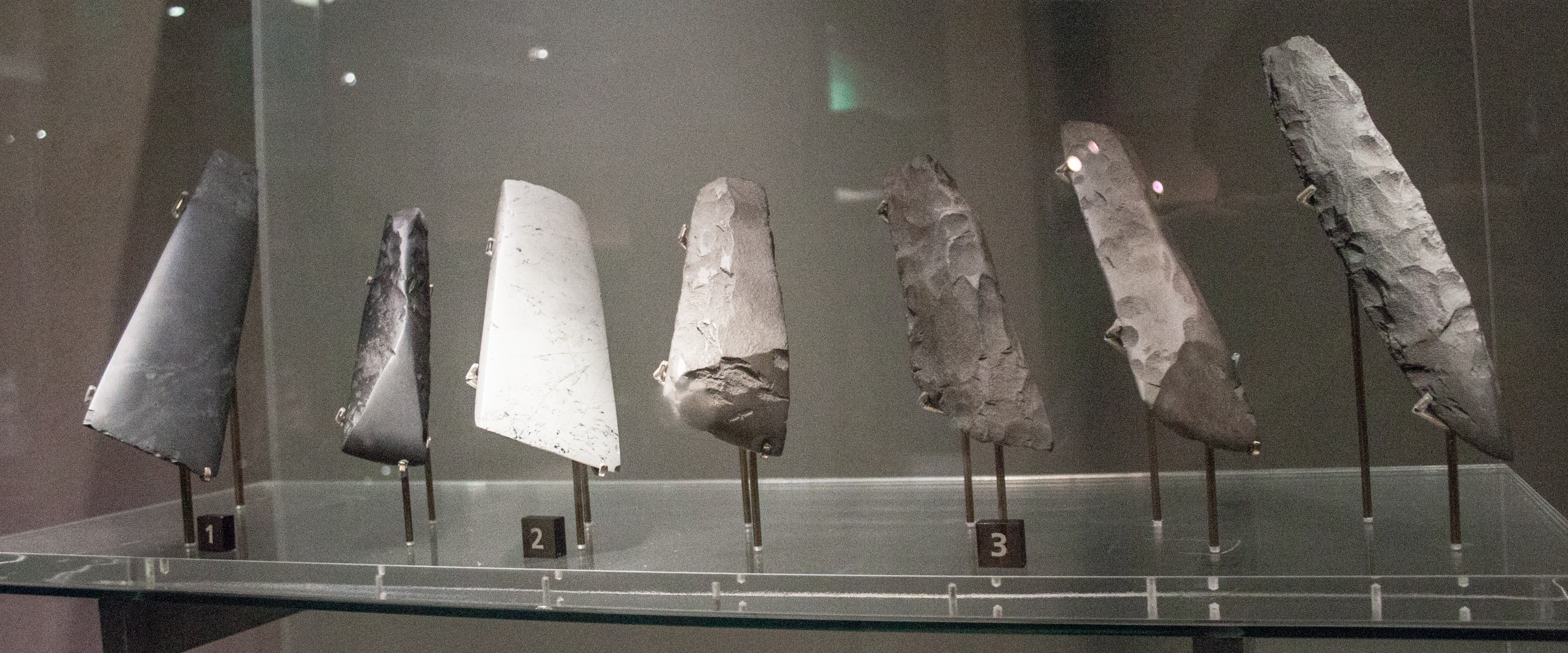
Камни Маори
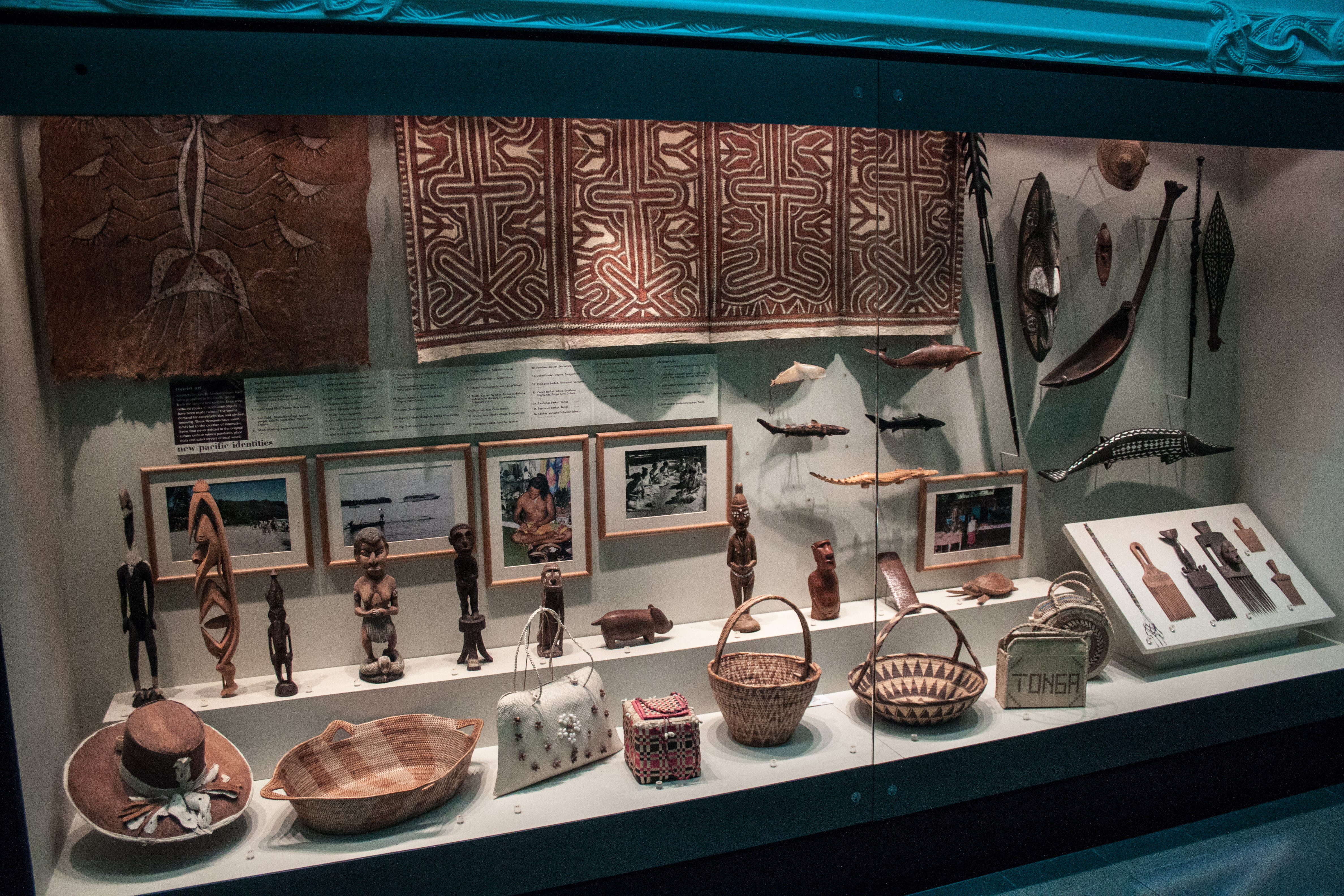
Предметы Маори
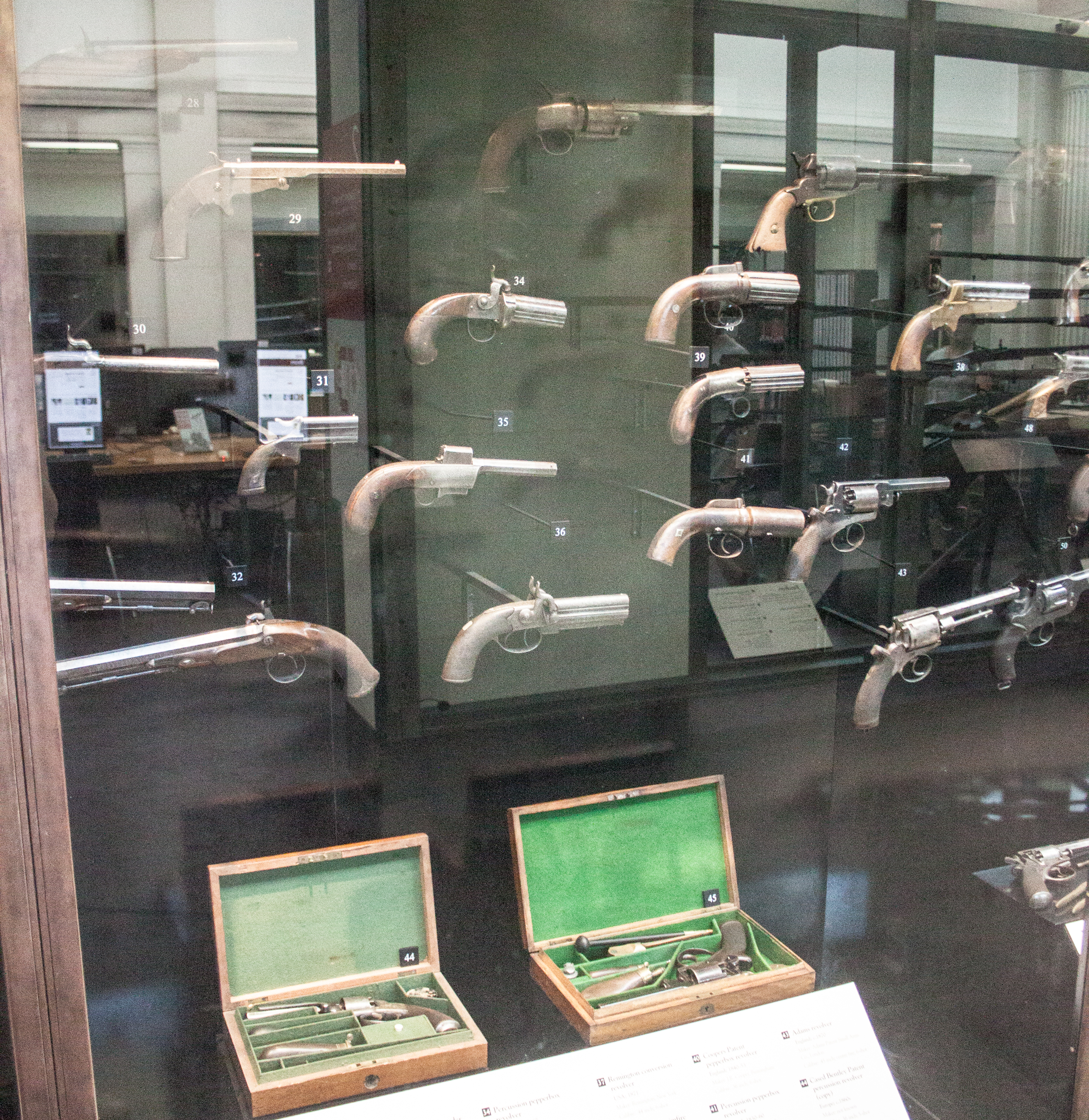
Коллекция оружий
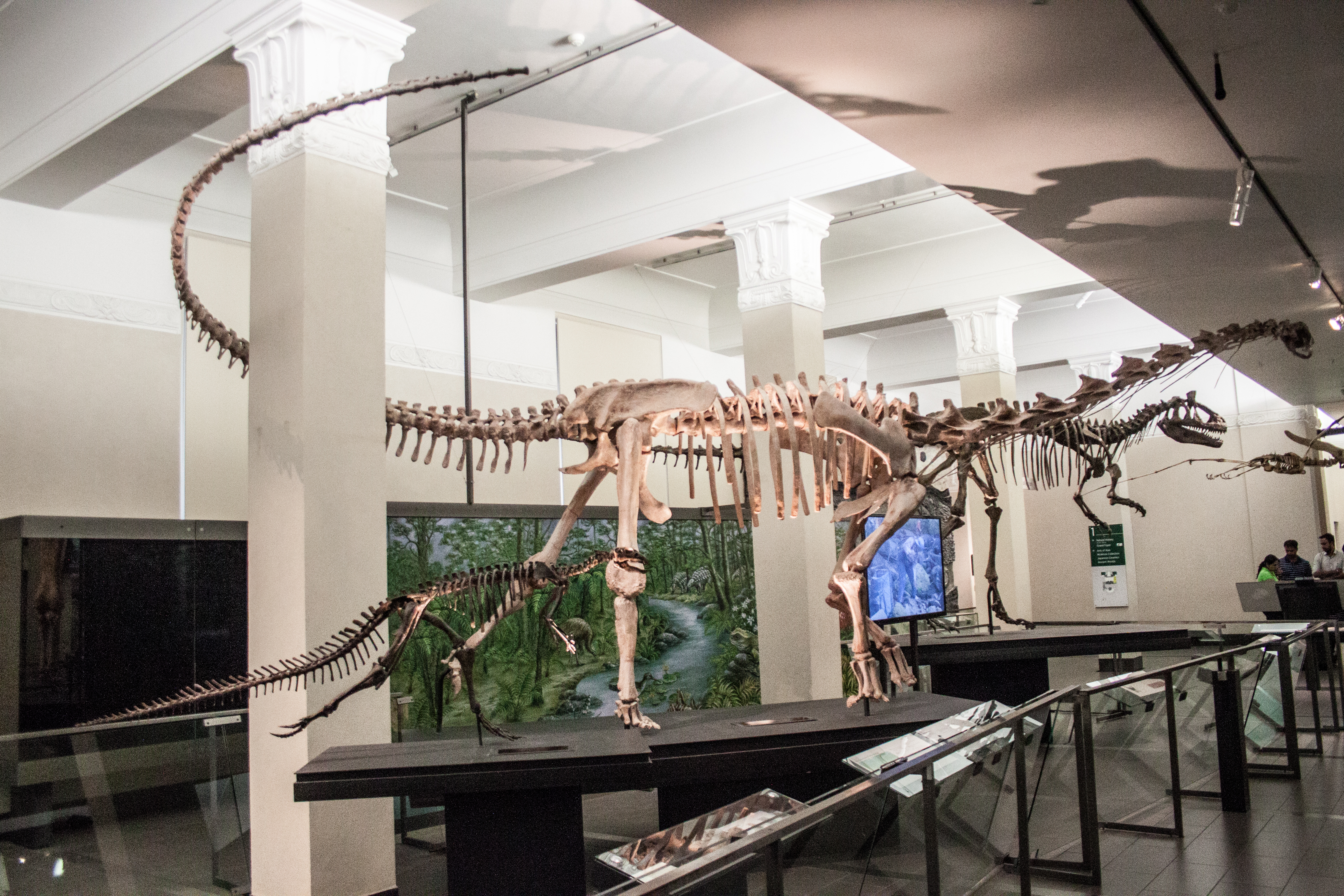
Палеозоологическая выставка
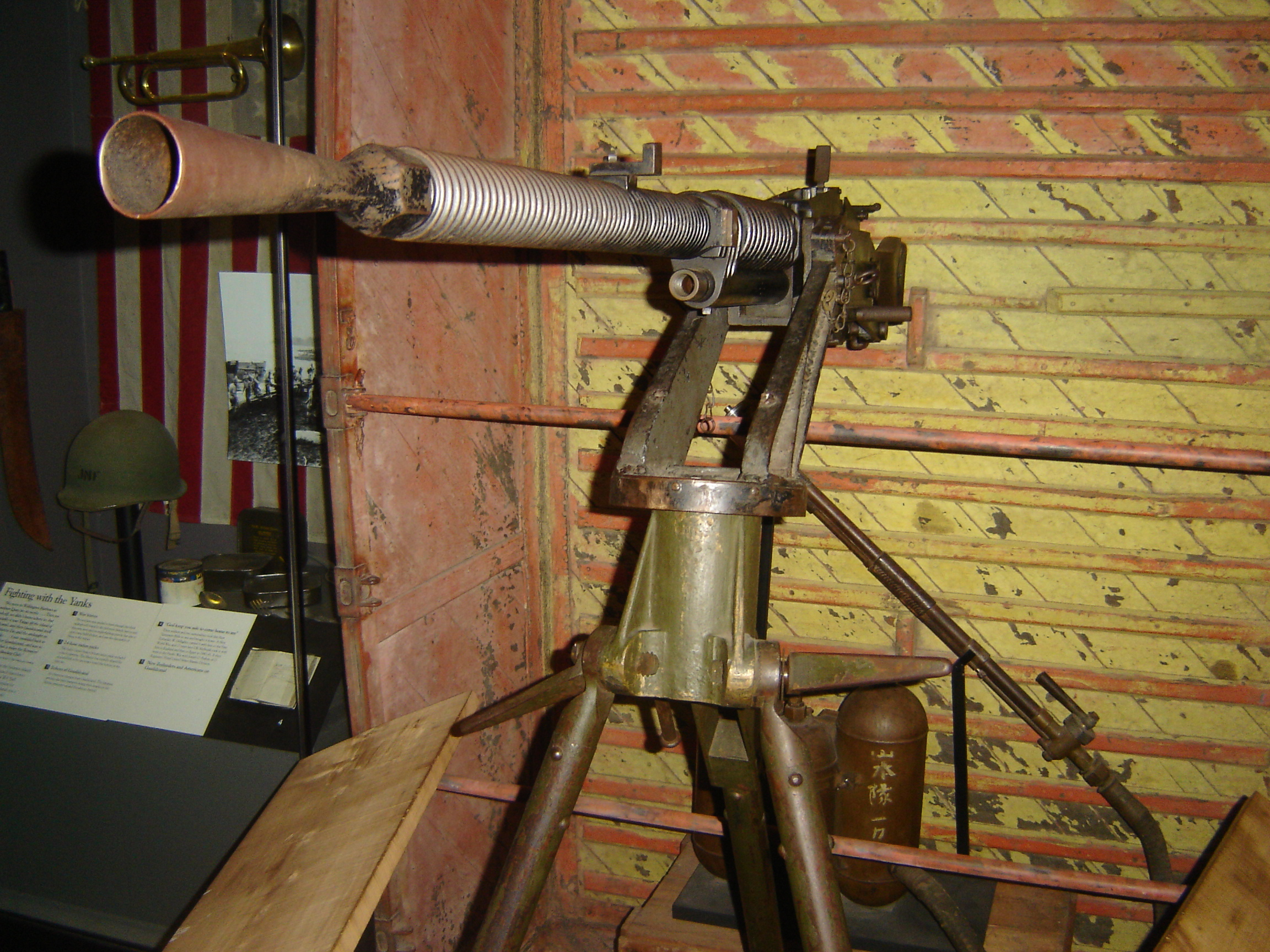
Китайское оружие
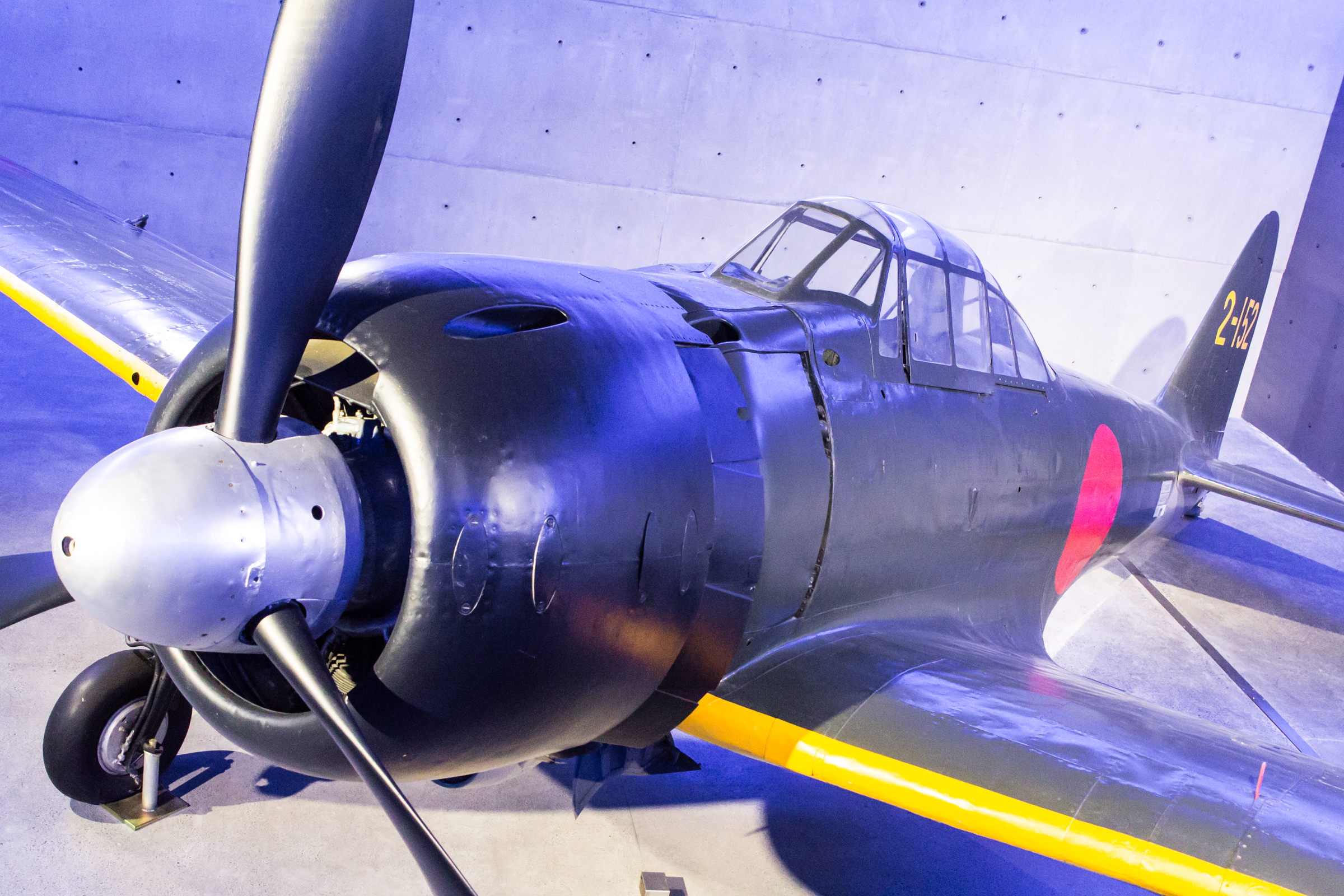
Mitsubishi Zero
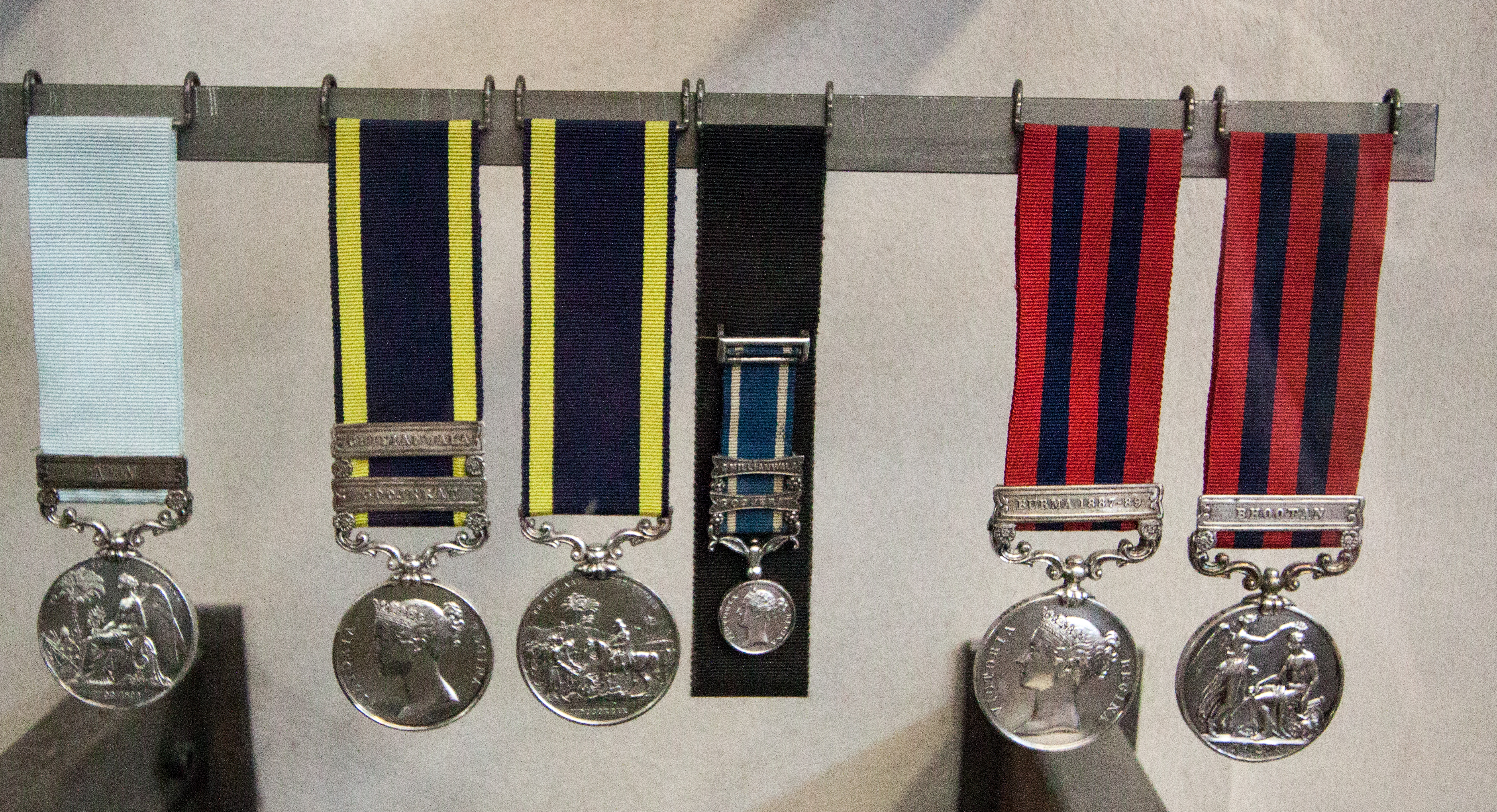
Военные медали
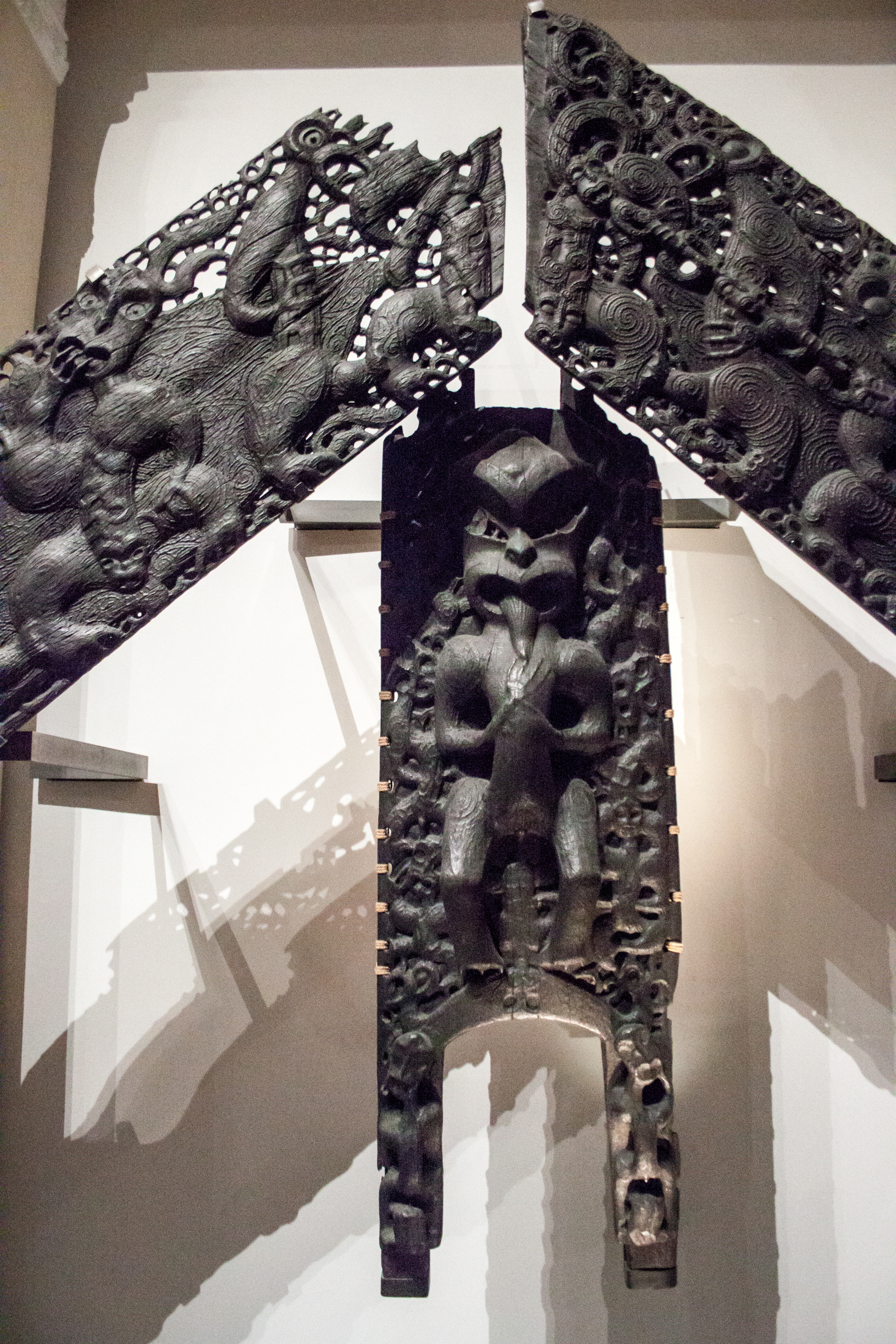
Маорийская резьба по дереву
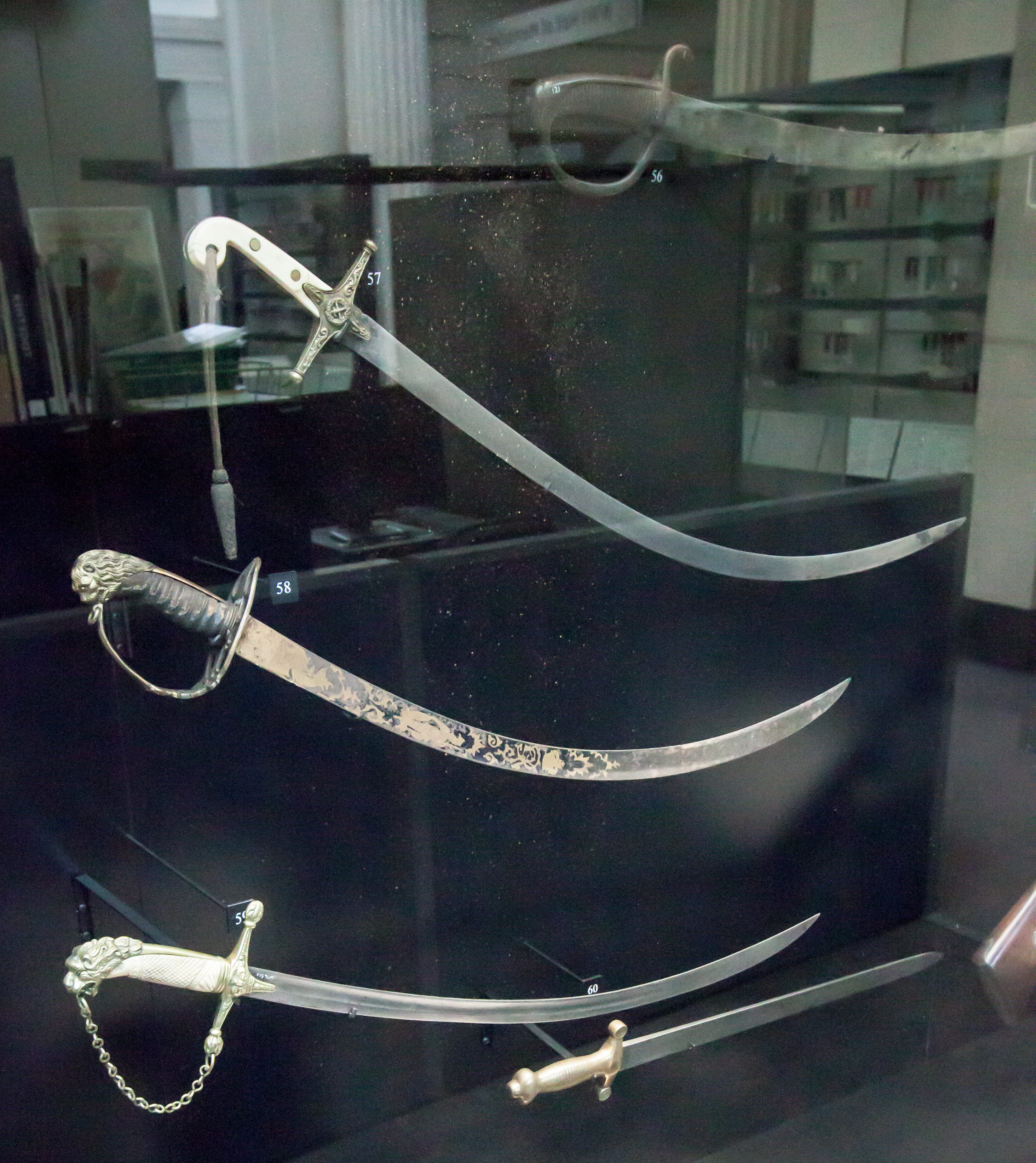
Кинжалы